# Gabriel Anctil
Pour les articles homonymes, voir Anctil.
Œuvres principales
Sur la 132 (2012)

La Tempête (2015)

Les Aventures érotiques d'un écorché vif (2016)

Cuba libre ! (2019)

Sillonner les chemins du monde (2021)
Gabriel Anctil, né à Montréal en 1979, est un écrivain, journaliste et photographe québécois, auteur d'une trentaine de livres, dont quatre romans pour adultes, deux livres de voyage et une vingtaine d'ouvrages de littérature d'enfance et de jeunesse.

## Biographie
Gabriel Anctil détient un baccalauréat en cinéma de l'Université Concordia, où il fonde en 2002, le premier journal francophone de l'histoire de l'université : le Concordia français, rebaptisé ultérieurement L'Organe.
En 2003, à l'âge de 24 ans, il devient le plus jeune directeur de la programmation de l'histoire du Carrousel international du film de Rimouski.

En 2005, à 26 ans, il est élu conseiller municipal dans la ville de Saint-Octave-de-Métis en Gaspésie.

Gabriel Anctil lors de la sortie du roman Les aventures érotiques d'un écorché vif, en 2016. Photo : Pedro Ruiz

De 2006 à 2013, il est chargé de programmation à Télé-Québec. Il est responsable du contenu de nombreuses émissions jeunesses et pour adultes.
Pendant six ans, il est également responsable de la programmation de Ciné-Cadeaux, à Télé-Québec, pour lequel il doit acheter des films et des courts-métrages destinés à la famille.

En 2007 et 2008, Gabriel Anctil publie dans le journal Le Devoir trois articles qui révèlent au grand public l'existence de deux manuscrits inédits écrits en français par Jack Kerouac : La nuit est ma femme et Sur le chemin. Ces articles feront le tour du monde,,.

Gabriel Anctil en 2019, lors de la sortie du roman Cuba libre ! Photo : Édouard Plante-Fréchette, La Presse.

Il est l'auteur de quatre romans : Sur la 132 (2012), La Tempête (2015), Les Aventures érotiques d'un écorché vif (2016) et Cuba libre !. Il est également le créateur et l'auteur de la série d'albums pour enfants de 3 à 8 ans Léo, publiée aux éditions Dominique et compagnie. Cette série contient 19 albums, dont certains ont été publiés en espagnol et sont distribués dans les trois Amériques, aux éditions Panamericana. Il a également écrit trois petits romans pour les 6-9 ans, dans la même série Léo.

En 2014, il est le coidéateur, le coscénariste, le coanimateur et le chef recherchiste de la série documentaire radiophonique Sur les traces de Kerouac, qui explore les liens qui existent entre l'écrivain américain Jack Kerouac, la langue française et le Québec. Cette série reçoit un accueil chaleureux de la critique comme du public. Le livre numérique, écrit par Gabriel Anctil et Marie-Sandrine Auger, qui accompagne la série, remporte d'ailleurs le prix Bravicimo 2015, dans la catégorie créativité.

Gabriel Anctil en 2015. Photo : Jorge Camarotti

Grand voyageur, il publie en 2017 Escale à Barcelone, un guide de voyage sur Barcelone, une ville très présente dans son roman Les Aventures érotiques d'un écorché vif. 
En tant que scénariste, Gabriel Anctil a écrit pour de nombreuses séries télévisées, tant pour la jeunesse que pour les adultes, dont Les Parent (Radio-Canada) et Fée Éric (VRAK.TV).
Comme journaliste, il collabore au journal Le Devoir dans les sections Voyage et Lire. Il a aussi écrit pour de nombreuses autres publications, dont les magazine Espaces, Évasion et Nouveau Projet.  
Quarante de ses textes de voyage ont été regroupés dans le livre Sillonner les chemins du monde, qui a été publié en 2021 aux Éditions Somme Toute.  
Lors de la campagne électorale municipale de 2021, Gabriel Anctil a agi en tant que rédacteur de discours pour Valérie Plante, la mairesse de Montréal. Il est l'auteur des grands discours de la campagne électorale, dont celui du lancement de campagne et celui de la victoire, qui sera prononcé par Valérie Plante le 7 novembre 2021.

## Œuvres

### Romans
- Sur la 132, Héliotrope, 2012, 514 pages.
- La Tempête, Éditions XYZ, coll. « Quai n°5 », 2015, 216 pages.
- Les Aventures érotiques d'un écorché vif, Éditions XYZ, coll. « Quai n°5 », 2016, 384 pages.
- Cuba libre!, Éditions XYZ, coll. « Quai n°5 », 2019, 294 pages.
- Un été à Barcelone, Éditions Les Malins, 2023, 264 pages.

### Littérature d'enfance et de jeunesse

#### SérieLéo (albums)
- Mon grand frère, Dominique et compagnie, 2012, 24 pages.
- Mon restaurant préféré, Dominique et compagnie, 2012, 24 pages.
- Mon équipe de soccer, Dominique et compagnie, 2013, 24 pages.
- Mon tour du monde, Dominique et compagnie, 2013, 24 pages.
- Un Noël magique, Dominique et compagnie, 2013, 24 pages.
- Le camping, quelle aventure!, Dominique et compagnie, 2014, 24 pages.
- Une Halloween trop géniale, Dominique et compagnie, 2015, 24 pages.
- Je n’ai pas sommeil, Dominique et compagnie, 2015, 24 pages.
- J’adore le hockey, Dominique et compagnie, 2016, 24 pages.
- Fou de baseball, Dominique et compagnie, 2016, 24 pages.
- J'aime les sports d'équipe, Dominique et compagnie, 2016, 72 pages.
- Enfin la relâche !, Dominique et compagnie, 2017, 24 pages.
- Bonne fête, Léo!, Dominique et compagnie, 2018, 24 pages.
- Léo à Barcelone, Dominique et compagnie, 2019, 24 pages.
- Léo à New York, Dominique et compagnie, 2019, 24 pages.
- Léo à Paris, Dominique et compagnie, 2020, 24 pages
- Léo à Québec, Dominique et compagnie, 2022, 24 pages

#### SérieLéo (romans)
- Le château de Léo, Dominique et compagnie, 2018, 63 pages.
- La cabane de Léo, Dominique et compagnie, 2018, 63 pages.
- La grande aventure de Léo, Dominique et compagnie, 2019, 63 pages.
- 3 aventures de Léo et ses amis, Dominique et compagnie, 2021, 184 pages.

#### Autres livres d'enfance et de jeunesse
- Je découvre et je comprends: La démocratie au Québec et au Canada, Éditions Auzou, 2021, 36 pages.
- Fou du soccer - Ma grande passion, Éditions Auzou, 2022, 160 pages.
- À la découverte du hockey sur glace, Éditions Auzou, 2022, 64 pages.
- Fou du soccer - Esprit d'équipe, Éditions Auzou, 2023, 160 pages.
- Le Roy du hockey, Éditions Station T, 2023, 48 pages.
- Fou du soccer - Le grand championnat, Éditions Auzou, 2024, 160 pages.
- Fou du soccer - Victoire et trophée !, Éditions Auzou, 2025, 160 pages.

### Nouvelle
- La Révolte, nouvelle publiée dans Printemps spécial (recueil de nouvelles sur le Printemps érable), Héliotrope, 2012.

### Essais
- Sur les traces de Kerouac, collaboration au livre numérique, Ici Radio-Canada Première, 2014.
- Escale à Barcelone, guide de voyage, Guides de voyage Ulysse, 176 pages, 2017.
- Sillonner les chemins du monde, Éditions Somme Toute, 254 pages, 2021.

### Série radiophonique
- Sur les traces de Kerouac, Ici Radio-Canada Première, 2014, 4 x 1 heure, https://ici.radio-canada.ca/ohdio/premiere/grandes-series/2968/jack-kerouac-origine-francophone-quebec

### Articles de voyage
- Tous les articles de Gabriel Anctil, publiés dans le journal Le Devoir: www.ledevoir.com/auteur/gabriel-anctil

- Mini-rafting au parc national de la Jacques-Cartier, Espaces, 15 août 2018[15].
- Randonnée père-fils sur le mont Cascade, Espaces, 13 septembre 2017[16].
- Longue randonnée aux Îles de la Madeleine: marcher jusqu'au bout du monde, Espaces, 1 août 2017[17]

### Autres articles
- La passion du sportif de salon, Le Devoir, 14 août 2021.
- Une enfance bleu-blanc-rouge, Le Devoir, 7 août 2021.
- Le hockey comme métaphore culturelle, Le Devoir, 31 juillet 2021.
- L'Amérique de Michel Tremblay, Le Devoir, 18 mai 2019[18].

- Le Barça joue sur le terrain politique, Le Devoir, 26 septembre 2017[19].
- Pedro Juan Gutiérrez, roi de La Havane, Le Devoir, 25 mars 2017[20].
- Sur le chemin, Le Devoir, 4 septembre 2008[21].
- L'entrevue - Sons et paroles de la vie, Le Devoir, 14 juillet 2008[22].
- Kerouac, le français et le Québec, Le Devoir, 8 septembre 2007[23].
- Kerouac voulait écrire en français, Le Devoir, 5 septembre 2007[24].